# 矢崎泰久
矢崎 泰久（やざき やすひさ、1933年1月30日 - 2022年12月30日 ）は、日本の編集者。元『話の特集』の編集長、フリージャーナリスト。私塾「学校ごっこ」常任講師。別名、笠倉 泰久。

## 来歴・人物
文藝春秋社社員で菊池寛の秘書役だった矢崎寧之（笠倉寧之）の息子として東京府に生まれる。幼名、祥夫（さちお）。国文学者物集高量は父方伯母八重の夫。やはり父方おばの佐藤碧子は菊池寛の秘書かつ愛人をつとめ、小磯なつ子の筆名で直木賞候補作家となった。父の義兄（佐藤碧子の夫）の石井英之助は六興出版社社長。弟は矢崎寧之の跡を継いで日本出版社代表となった矢崎泰夫。次男は元『週刊アスキー』副編集長で、Engadget日本語版の最後の編集長の矢崎飛鳥。義弟（妹の夫）に、文化放送社長の家根敏明。

### 話の特集社独立
小学校から高校までを成城学園で過ごす。早稲田大学政治経済学部政治学科中退。大学では山岳部だった。東松原で、父親の資金により「世田谷ボディビル」を経営して、会員となった深沢七郎と親しくなる。
日本経済新聞社記者や内外タイムス記者を経験。
犬丸徹三（帝国ホテル社長、日本ホテル協会会長）から、東京オリンピックにむけてホテルの客室に置く外国人観光者向けの雑誌の創刊について、泰久の父親が経営する日本社に依頼があり、まだ新聞記者だった泰久が編集長役をまかされ、1964年4月に『エルエル』のパイロット版を和田誠とともに作るが、スポンサーがつかず、創刊を断念。
1965年に12月に、やはり父親の経営する日本社から『話の特集』を創刊。1967年に邱永漢の出資により話の特集社を独立させた。デザイナー和田誠、放送作家永六輔、俳優伊丹十三など、他方面で活躍していた才能をイラストレーター、ライターとして雑誌に起用した。他に、「阿佐田哲也」等の筆名で執筆していた色川武大の、色川名義(本名)での再デビュー作『怪しい来客簿』を連載。また、雑誌の連載をとおして中山千夏とは意気投合し、二人のユニット「狭間組」を結成して著作活動などを行なった。『話の特集』は1995年休刊。

### 多方面の活動
永六輔とは特に交流が深く、1970年代には、テレビ「遠くへ行きたい (テレビ番組)」、「中年御三家」（永、野坂昭如、小沢昭一）コンサートなどのプロデュースを担当した。1972年には、ATG映画「変奏曲」の製作を担当（監督は中平康、原作は五木寛之、共同製作は大木舜二、多賀祥介）。
1972年には、赤塚不二夫、長谷邦夫と雑誌『まんがNo.1』を、日本社からの刊行で発行する。
1975年、田原総一朗らと日本ジャーナリストクラブ（JIC）を立ち上げる。その資金集めのため、新宿コマ劇場にて「のんすとっぷ24時間」という討論会（司会：中山千夏）を行なった。なお、このイベントが田原が後に制作する『朝まで生テレビ!』の原型となった。
1976年および1977年、落合恵子+矢崎泰久+山藤章二の『キネマ旬報』の連載鼎談「シネマ・プラクティス」にてキネマ旬報読者賞を受賞する。
革新自由連合所属で中山千夏が参議院議員の時代には、公設第一秘書もやっており、1983年6月26日に行われた参議院議員選挙では、無党派市民連合候補として比例区から立候補したが落選している。
かつて『週刊金曜日』に連載を持ち、また"ラジオ版話の特集"としてエフエムさがみにもレギュラー出演している。
2002年から2007年まで、校長が中山千夏。講師陣が永六輔、矢崎、小室等という私塾「学校ごっこ」に係わった。

### 皇室を扱った劇への出演
2006年11月19日、『週刊金曜日』主催で日比谷公会堂にて行われた「ちょっと待った! 教育基本法改悪 共謀罪 憲法改悪　緊急市民集会」に参加。皇室をテーマにした寸劇に出演し、「さる高貴なご一家」にて、明仁天皇が以前患った前立腺癌に対して矢崎が「あちらの生活も支障をきたしますね」と応じた。『週刊新潮』（12月7日号）は、寸劇の様子を「『陛下のガン』も笑いのネタにした『皇室中傷』芝居」と題して報じた。
矢崎は寸劇に出演した経緯について、予定されていた出演者が出られなくなったため代役を頼まれたと述べている。

### 破産宣告
上記事件の影響で収入が激減したことや所得税滞納分の支払いのため収入が差し押さえられたために破産宣告を受け、2008年8月20日より破産手続きが開始されている。

### 新元号差し止め訴訟
2019年3月27日、同年4月1日に新元号が発表されることに先立ち、国に対して元号制定の差し止めを求める訴訟を起こした。

### 死去
2022年12月30日、急性白血病のため、東京都杉並区の自宅で死去した。89歳没。

## 趣味
麻雀好きでもあり、1982年の著書『あいつの麻雀』では麻雀仲間の雀力を批評。それに反発した面々が、矢崎に挑戦状を叩きつけ、「近代麻雀」雑誌の企画で、以下の16人のメンバーで麻雀を打った。結果は、矢崎は16人中2位で、挑戦者たちを「返り討ち」にした。
- 矢崎泰久、阿佐田哲也、阿刀田高、宝官正章（テレビディレクター）、筑紫哲也、山口はるみ、川田隆（麻雀プロ）、畑正憲、石田芳夫（囲碁棋士）、井上陽水、大西信行、狩野洋一（麻雀プロ）、北野英明（劇画家）、田村光昭（麻雀プロ）、長谷川和彦、ばばこういち

## 出演番組
- 土曜ワイドラジオTOKYO 永六輔その新世界 （TBSラジオ）
- 矢崎泰久 話の特集 （毎週土曜 22:30～23:00）（FMさがみ）

## 著書
- 『情況のなかへ わがジャーナリズムへの執着』大和書房、1972  のち現代教養文庫
- 『青空が見えたこともあった』三一書房、1977
- 『編集後記』話の特集、1981
- 『あいつの麻雀』話の特集、1982
- 『情況のなかへ　わがジャーナリズムへの執着』社会思想社、1993
- 『僕はこんな男たちに会ってきた』三一書房、1996
- 『変節の人 かつての同志が告発する青島幸男の正体』飛鳥新社、1997
- 『口きかん わが心の菊池寛』飛鳥新社、2003
- 『「話の特集」と仲間たち』新潮社、2005
- 『あの人がいた』街から舎 2011
- 『競馬狂想曲(ホースレース・カプリッチオ) 』飛鳥新社 2012
- 『人生は喜劇だ 知られざる作家の素顔』飛鳥新社 2013
- 『残されたもの、伝えられたこと : 60年代に蜂起した文革者烈伝』街から舎  2014
- 『句々快々 : 「話の特集句会」交遊録』本阿弥書店  2014

### 共編著
- 『精力舌論』（中山千夏との共著） 話の特集、1975
- 『狭間組見聞録 1 バラの花など唇に』（中山千夏との共著）話の特集、1978
- 『モンク・トーク』（中山千夏との共著）文藝春秋、1981
- 『湿った火薬　小説革自連』（中山千夏との共著）学陽書房、1984
- 『色川武大・阿佐田哲也の特集』（大滝譲司・中村とうよう・和田誠と共編）　話の特集（別冊話の特集）、1989
- 『寺山修司の特集』（坂梨由美子共編） 自由国民社（話の特集ライブラリー）1996
- 『永六輔の特集』（坂梨由美子共編）自由国民社（話の特集ライブラリー）1996
- 『岩城宏之の特集』（坂梨由美子共編）自由国民社（話の特集ライブラリー）1997
- 『赤塚不二夫の特集』（坂梨由美子共編）自由国民社（話の特集ライブラリー）1997
- 『生き方、六輔の。』（永六輔著、矢崎構成） 飛鳥新社、2002 のち新潮文庫
- 『老い方、六輔の。』（永六輔著、矢崎構成）飛鳥新社、2004
- 『僕はこうやってきた』（田原総一朗著、矢崎構成）中経出版、2004
- 『死に方、六輔の。』（永六輔著、矢崎構成）飛鳥新社、2005
- 『話の特集 2005 創刊40周年記念』（編著）WAVE出版、2005
- 『この日、集合。』（井上ひさし、永六輔、小沢昭一との共著） 金曜日、2006
- 『上を向いて歌おう 昭和歌謡の自分史』（永六輔著、矢崎聞き手） 飛鳥新社、2006
- 『バカまるだし』（永六輔との共著）講談社、2007　のち文庫
- 『ふたりの品格』永六輔共著 講談社 2008　のち文庫
- 『ふたりの秘密』永六輔共著 ソニー・マガジンズ 2009　「ははははハハハ」講談社文庫
- 『ぢぢ放談』永六輔共著 創出版 2010
- 『ぢぢ放談 激闘篇』永六輔共著　創出版 2013
- 『永六輔の伝言 : 僕が愛した「芸と反骨」』矢崎泰久編 集英社  2016(集英社新書)
- 『いりにこち』（中山千夏共著）琉球新報社  2018